# Astrogorgia dumbea
Astrogorgia dumbea är en korallart som beskrevs av Manfred Grasshoff 1999. Astrogorgia dumbea ingår i släktet Astrogorgia och familjen Plexauridae. Inga underarter finns listade i Catalogue of Life.